# Ulrich Oehme

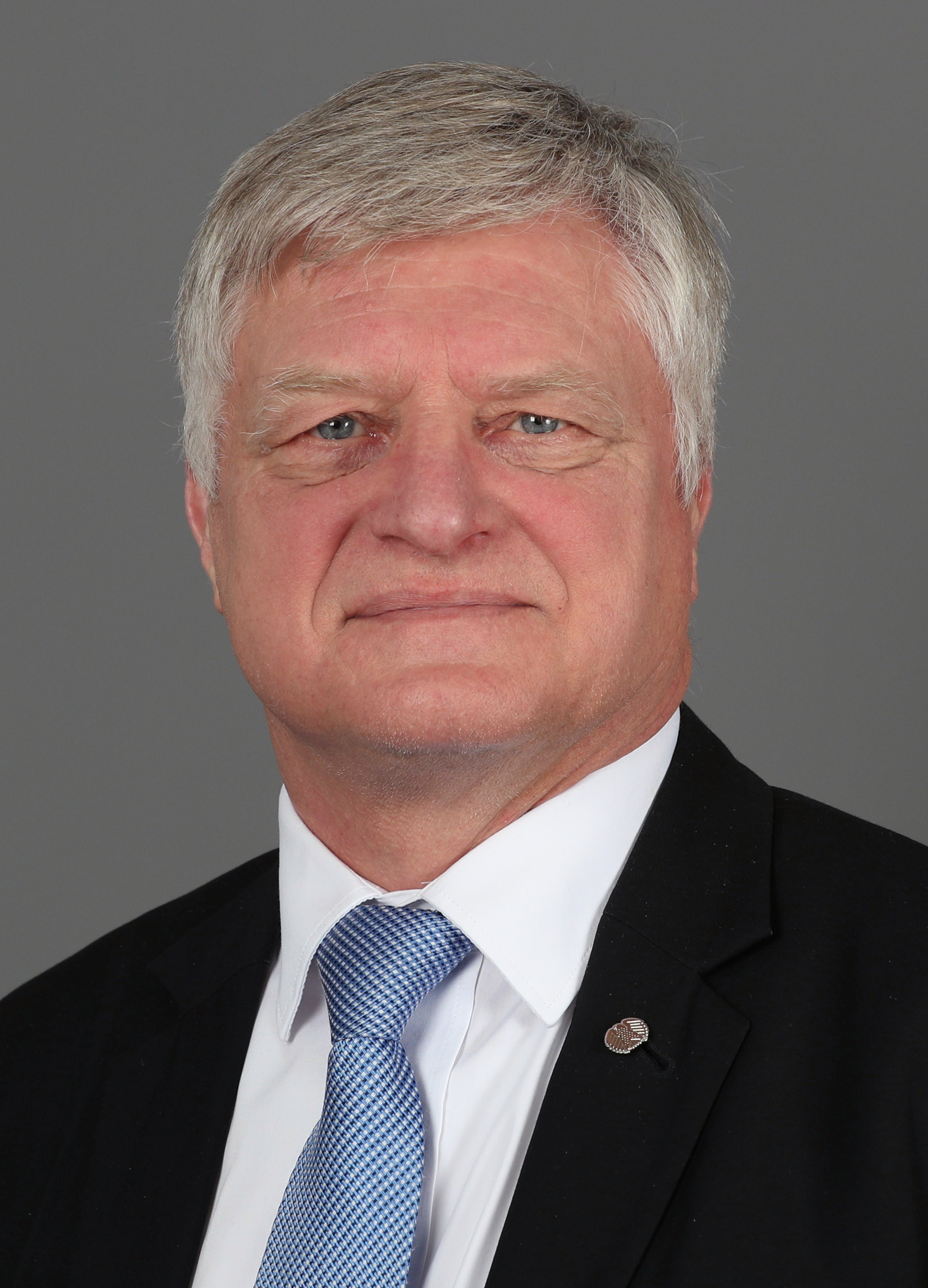
Ulrich Oehme (2020)

Bernhard Ulrich Oehme (* 17. Februar 1960 in Bischofswerda) ist ein deutscher Politiker (AfD). Er war Abgeordneter im 19. Deutschen Bundestag von 2017 bis 2021.

## Werdegang
Nach dem Abitur 1978 leistete Oehme bis 1981 Wehrdienst und studierte dann an der TU Bergakademie Freiberg. Er ist Diplom-Ingenieur für Metallurgie und Werkstofftechnik. Seit 1990 arbeitet er als selbstständiger Versicherungsmakler und war als solcher von 1994 bis 1997 in der Ukraine, Belarus und Russland tätig. Oehme ist römisch-katholisch, verheiratet und hat zwei Kinder.

## Politik
Oehme war von 1981 bis 1989 Mitglied der SED, später war er Mitglied in der rechtspopulistischen und islamfeindlichen Partei Die Freiheit und trat bei der Gründung der AfD (2013) in diese ein. Seit 2015 gehört er zum Bundesvorstand der Christen in der AfD (ChrAfD). Von 2016 bis 2017 war er auch Beisitzer im Landesvorstand der AfD Sachsen.
Bei der Bundestagswahl 2017 erhielt er über Listenplatz 7 der Landesliste ein Bundestagsmandat für die AfD. Oehme ist Mitunterzeichner der 2015 von Björn Höcke und André Poggenburg initiierten „Erfurter Resolution“ und wird daher zur rechtsnationalistischen Vereinigung Der Flügel in der AfD gezählt. Im Bundestagswahlkampf hatte er Plakate mit dem verbotenen Wahlspruch der SA („Alles für Deutschland“) aufhängen lassen. Er gab nachträglich an, das Verbot des Spruchs sei ihm unbekannt gewesen, und ließ den Satz überkleben, fand ihn inhaltlich aber richtig. Deshalb stuft die Wochenzeitung Die Zeit ihn als „ultrarechts“ ein. Die Polizei in Chemnitz leitete 2017 von Amts wegen Ermittlungen wegen Verwenden von Kennzeichen verfassungswidriger Organisationen gegen Oehme ein, nachdem er die SA-Parole Alles für Deutschland auf Wahlplakaten verwendete. Im April 2018 stellte die Staatsanwaltschaft Chemnitz das Strafverfahren ein, weil es Oehme nicht nachzuweisen gewesen sei, „dass er gewusst hatte, dass es sich bei der Losung ‚Alles für Deutschland‘ um die einer verbotenen NS-Organisation handelt, zumal es sich um keine allgemein bekannte Parole nationalsozialistischer Organisationen handelt und sich auch aus dem Wortlaut kein Bezug zum NS-Regime ergibt“.
Bei seiner Kandidatur hatte er angegeben, er wolle sich für Breiten- und Schulsport, mehr Investitionen in die Infrastruktur und „flächendeckend schnelle Internetverbindungen“ für Sachsen einsetzen. Er sprach sich dafür aus, Zuwanderung unverzüglich zu stoppen, Familiennachzug für Flüchtlinge nicht zu erlauben und abgelehnte Asylbewerber abzuschieben. Eine Koalition der AfD mit anderen Parteien im Bundestag konnte er sich nicht vorstellen.
Oehme war ordentliches Mitglied im Ausschuss für wirtschaftliche Zusammenarbeit und Entwicklung (BMZ) sowie stellvertretendes Mitglied im Ausschuss für Gesundheit (BMG) und bei der Parlamentarischen Versammlung des Europarates. Er ist stellvertretender Vorsitzender der Parlamentariergruppe Arabischsprachige Staaten des Nahen und Mittleren Ostens.
Trotz einer Reisewarnung des Auswärtigen Amtes, ohne AfD-Auftrag und lediglich mit einem von der kurdischen Regionalregierung, die nach irakischer Rechtsordnung zur Ausstellung von Visa nicht befugt ist, ausgestellten Visum reiste Oehme im März 2018 in den Norden des Irak und suchte als Mitglied im Entwicklungsausschuss Kontakt zu deutschen Hilfsorganisationen. Er hatte die Reise im Verein „Heimattreue Niederdorf“ angekündigt; dieser in Teilen vom Verfassungsschutz beobachtete Verein gab an, Oehme wolle Rückführungsmöglichkeiten für Flüchtlinge prüfen. Er bereiste den Nordirak mit einer Gruppe um die kontroverse syrisch-orthodoxe Nonne Hatune Dogan, die laut eigenen Angaben Christen und andere im Nahen Osten verfolgte Minderheiten unterstützt, aber nicht als Repräsentantin der syrisch-orthodoxen Kirche anerkannt ist. Er traf das geistliche Oberhaupt der Jesiden und besuchte die dort tätige Deutsche Gesellschaft für Internationale Zusammenarbeit (GIZ). Er stellte fest, dass Jesiden und Christen nicht in ihre durch Bombardements und Minen zerstörte Heimatorte zurückkehren können.
Im März 2018 reiste Oehme als inoffizieller „Wahlbeobachter“ auf die von Russland annektierte Krim, die völkerrechtlich zur Ukraine gehört, und äußerte sich danach positiv über den Ablauf der Präsidentschaftswahl. Dies brachte ihm den Vorwurf ein, eine rechtswidrige Abstimmung legitimiert zu haben. Das ARD-Magazin Kontraste berichtete 2020, dass die Reise durch die Duma, das Russische Parlament, finanziert wurde. Dies kann nach dem Abgeordnetengesetz illegal sein. Ebenfalls 2018 nahm Oehme an den Demonstrationen nach den Ausschreitungen in Chemnitz teil, gemeinsam mit seinen Mitarbeitern in direkter Nähe von Rechtsextremisten und Terrorunterstützern beispielsweise der Partei III. Weg. Seit März 2020 ist ein an der Organisation der damaligen Aufmärsche beteiligter Rechtsextremist bei Oehme als Personenschützer angestellt.
Im Jahr 2020 trat Oehme als Kandidat seiner Partei bei der Oberbürgermeisterwahl in Chemnitz an. Er erhielt im ersten Wahlgang 12 %, im zweiten Wahlgang 13 % der Stimmen und lag damit auf dem letzten Platz der zuletzt fünf Kandidaten.
Oehme wurde auf Platz 8 der Landesliste der AfD Sachsen gewählt, unterlag aber bei der Aufstellung als Direktkandidat im Wahlkreis Chemnitz für die Bundestagswahl 2021 gegen Michael Klonovsky. Im innerparteilichen Machtkampf stellte sich Oehme 2021 mit den meisten anderen Vertretern seiner Partei in Sachsen gegen Jörg Meuthen und forderte diesen zum Rücktritt auf.
Oehme ist Vorsitzender des Vereins „Vereinigung zur Abwehr der Diskriminierung und der Ausgrenzung Russlanddeutscher sowie russischsprachiger Mitbürger in Deutschland“ (Vadar), der im Juni 2022 in Chemnitz gegründet wurde. Der Verein leugnet auf Telegram die von russischer Seite begangenen Kriegsverbrechen im Russisch-Ukrainischen Krieg.